# Forbidden Fruit
Forbidden Fruit ist ein halbdokumentarischer Kurzfilm von Beate Kunath, Sue Maluwa Bruce und Yvonne Zückmantel. Er wurde im Rahmen der 51. Berlinale 2001 mit dem Preis der Teddy-Jury ausgezeichnet.

## Handlung
Die beiden jungen Frauen Nongoma und Tsitsi leben in einem Dorf im ländlichen Simbabwe. Tsitsi ist verheiratet. Sie verlieben sich ineinander, ihre heimliche Affäre wird jedoch aufgedeckt und Nongoma ist gezwungen, in die Stadt zu fliehen. Tsitsis Familie ist überzeugt, dass sie von einem bösen Geist besessen ist und unterziehen diese einem Exorzismus durch eine traditionelle Heilerin. Zwei Jahre später, nach einer langen Trennungszeit ohne Kontakt, treffen die beiden Frauen in Mutare wieder aufeinander.

## Produktion
Forbidden Fruit wurde an Originalschauplätzen in Mutare gedreht. Als die Originalbesetzung aus Angst vor homophoben Reaktionen zurücktrat, besetzte Maluwa Bruce Freundinnen und Familienmitglieder. Das Drehbuch wurde verändert und Maluwa Bruce wirkte als Erzählerin mit, welche die Spielhandlung durch einen retrospektiven Erzählrahmen zusammenhält.

## Kritik
Nicole Blizzard von Technodyke nannte den Film „wunderbar“, für Amy Villarejo von der Cornell University ist er „ein bewegender Aufruf zur queeren, globalen Solidarität“. PlanetOut nannte ihn „den mutigsten Film, der auf der Berlinale gezeigt wurde“ und Daniel Somerville bemerkte: „Es ist vielleicht nicht der beste Film, der je gemacht wurde, aber er ist sicherlich wegbereitend im Kontext Simbabwes“.

## Auszeichnungen
- 2001 51. Internationale Filmfestspiele Berlin, Preis der Teddy-Jury
- 2001 15. International Lesbian & Gay Film Festival Bologna, Special Jury Mention
- 2001 Identities, Queer Film Festival Wien – Femmedia-Preis, Bester Kurzfilm

## Weiterführende Literatur
- Martin P. Botha: Queering African Film Aesthetics: A Survey from the 1950s to 2003. In: Nwachukwu Frank Ukadike (Hrsg.): Critical Approaches to African Cinema Discourse. Lexington Books, Lanham 2014, ISBN 978-0-7391-8093-8, S. 84.